# Канчевці
Канчевці (словен. Kančevci) — поселення в общині Моравське Топлице, Помурський регіон, Словенія. Висота над рівнем моря: 331,5 м.